# 田村栄敏
田村 栄敏（たむら ひでとし、1963年9月14日 - ）は、日本のプロボクサー。大阪府東大阪市出身。

## 来歴
1998年1月16日、大阪で行われたIBFアジアバンタム級王座決定戦に日本代表として出場、アルバート・レシィラー（インドネシア代表）に1RKO負けを喫した。
2001年10月23日、同じく大阪で、同王座を保持し続けていたレシィラーに挑戦し、3RKO勝ち。因縁の対決を制し、IBFアジアバンタム級王座を獲得した。
なお、この間にはIBFの世界ランキング入り（バンタム級・最高位14位）も果たしている。
その後、死去した前会長に代わり、所属していた大光ライトスポーツジムを継承、現在は同ジム会長職にある。

## 獲得タイトル
- IBFアジアバンタム級王座